# Nova Crvenka
Nova Crvenka (ćir.: Нова Црвенка) je naselje u općini Kula u Zapadnobačkom okrugu u Vojvodini, naseljeno pretežno Srbima.

## Stanovništvo
U naselju Kruščić živi 	524 stanovnika, od toga 415 punoljetnih stanovnika, a prosječna starost stanovništva iznosi 40,0 godina (39,6 kod muškaraca i 40,3 kod žena). U naselju ima 195 domaćinstava, a prosječan broj članova po domaćinstvu je 2,69.
Prema popisu iz 1991. godine u naselju je živjelo 508 stanovnika.
| Etnički sastav 2002. |            |        |
| Narod                | Stanovnika | %      |
| Srbi                 | 435        | 83,01% |
| Crnogorci            | 31         | 5,91%  |
| Mađari               | 28         | 5,34%  |
| Hrvati               | 16         | 3,05%  |
| Makedonci            | 3          | 0,57%  |
| Ukrajinci            | 2          | 0,38%  |
| Jugoslaveni          | 1          | 0,19%  |
| Nijemci              | 1          | 0,19%  |
| Rusin                | 1          | 0,19%  |
| Muslimani            | 1          | 0,19%  |
| Slovenci             | 1          | 0,19%  |
| nepoznato            | 0          | 0,00%  |

| broj stanovnika | 515   | 461   | 592   | 419   | 453   | 508   | 524   |
|                 | 1948. | 1953. | 1961. | 1971. | 1981. | 1991. | 2001. |

## Vanjske poveznice
- Zavod za urbanizam Kula-Odžaci[neaktivna poveznica]
- Karte, udaljenosti, vremenska prognoza  Arhivirana inačica izvorne stranice od 19. siječnja 2009. (Wayback Machine)
- [neaktivna poveznica]